# Coin de jardin à Montgeron
Le Coin de jardin à Montgeron est une huile sur toile du peintre impressionniste français Claude Monet conservée au musée de l'Ermitage de Saint-Pétersbourg. Elle mesure  175 × 194 cm et date de 1876.
Cette grande toile représente un coin de jardin fleuri avec des rosiers en premier plan, devant un étang, du jardin du château de Rottembourg à Montgeron, près de Paris. Cette propriété appartenait alors à Ernest Hoschedé qui y invita Monet pendant l'été et l'automne afin de peindre de grandes toiles pour son salon en rotonde. L'année suivante, le riche mécène fait faillite et les toiles ne rejoindront jamais Montgeron, car la propriété est vendue. Cette toile-ci est achetée en 1907 par le riche collectionneur moscovite Ivan Morozov. Sa collection est nationalisée par les bolchéviques. Elle fait aujourd'hui partie de la collection du musée de l'Ermitage sous le numéro d'inventaire ГЭ-9152.
La toile Coin de jardin à Montgeron est exposée à Paris en 1906 et 1980 ; à Berlin et Stuttgart en 1906 ; à Moscou en 1939 et 1974-1975 ; et à Léningrad en 1974.

## Autres peintures de Monet pour le salon du Château de Rottembourg à Montgeron

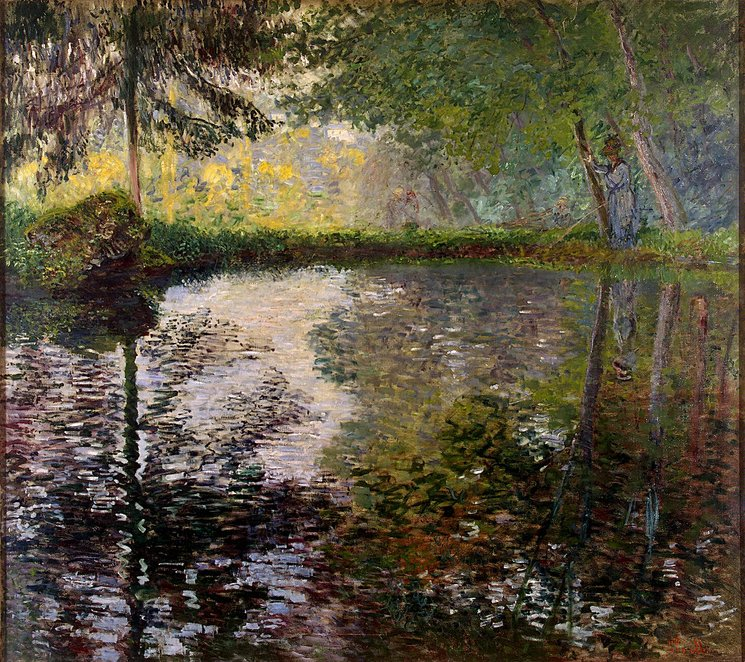
Claude Monet: Étang à Montgeron, 1876 (Musée de l'Ermitage), inscrit au Cat. Raisonné Wildenstein - n° 420
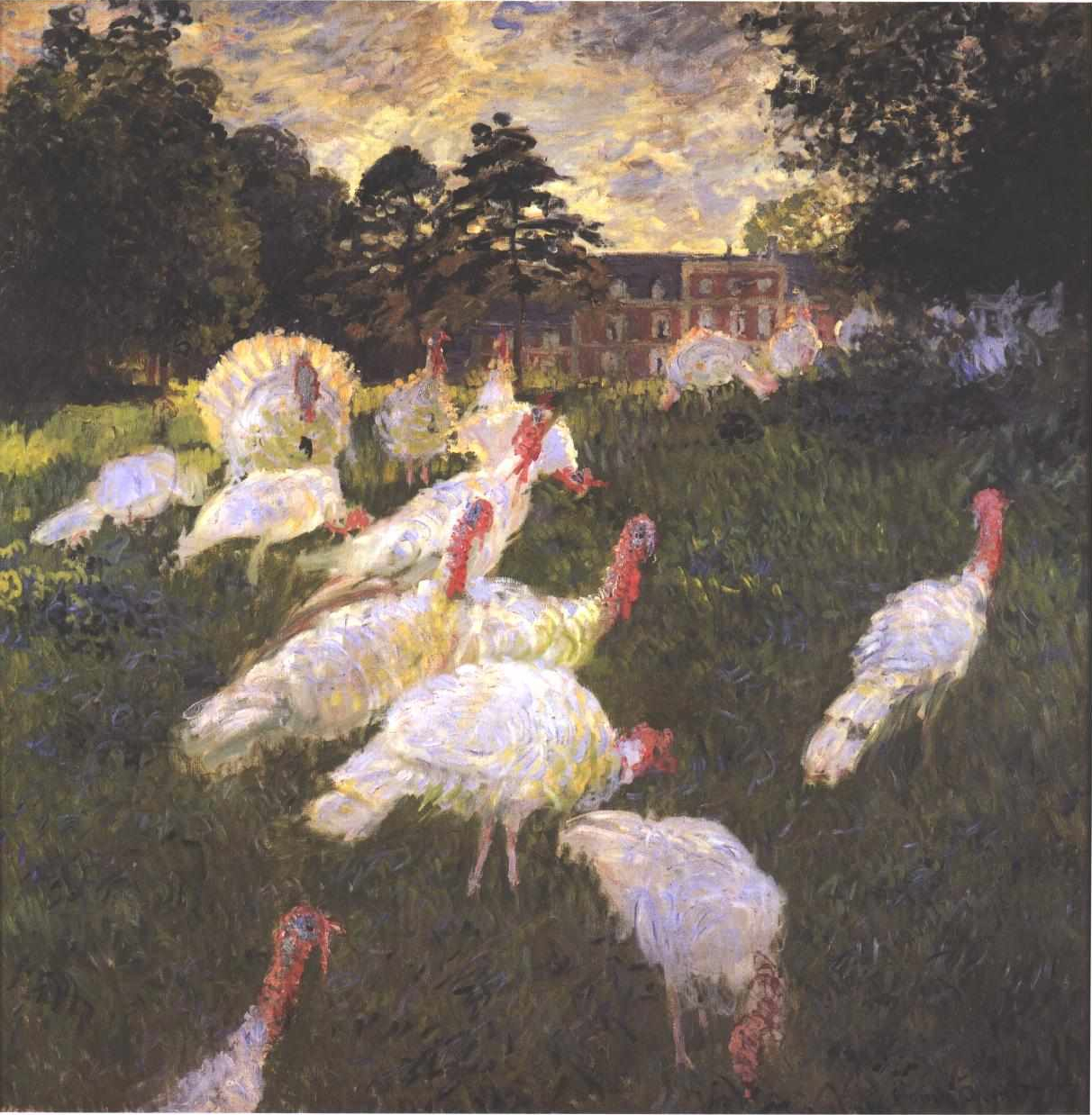
Claude Monet: Les Dindons, 1877 (musée d'Orsay), inscrit au Cat. Raisonné Wildenstein - n° 416
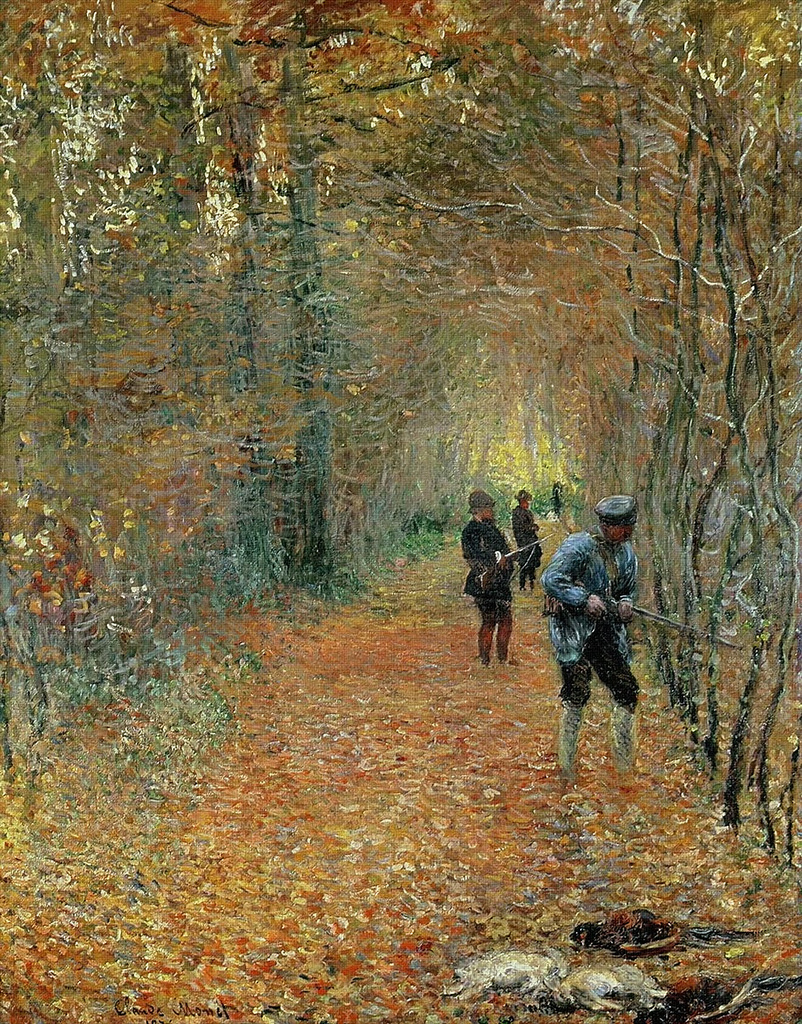
Claude Monet: La Chasse, 1876 (Coll. privée), inscrit au Cat. Raisonné Wildenstein - n° 433

## Tableaux de Monet au musée de l'Ermitage
- Dame en blanc au jardin (1867),
- La Seine à Rouen (1872),
- La Seine à Asnières (1873),
- Le Grand Quai au Havre (1874),
- Femme dans un jardin (1876),
- Jardin (1876),
- Étang à Montgeron (1877),
- Jardin à Bordighera, impression de matin (1884),
- Champ de coquelicots (1886),
- Meule à Giverny (1886),
- Prés à Giverny (1888),
- Falaises près de Dieppe (1897),
- Le Pont de Waterloo (1903).